# Blanche Lincoln
Blanche Lincoln (Helena, 1960. szeptember 30. –) az Amerikai Egyesült Államok szenátora (Arkansas, 1999–2011).